# Министерство на икономиката и индустрията на България
Министерството на икономиката и индустрията (МИИ) е държавна институция в България с ранг на министерство.

## История
Създадено е на 13 декември 2021 г. с избирането на правителството на Кирил Петков от XLVII народно събрание. Отговаря за работата на държавните предприятия Държавна консолидационна компания, военното предприятие „Терем“ и „Транспортно строителство и възстановяване“, които наследява от Министерство на икономиката.
Основните ресурси на министерството са съсредоточени в осигуряването на траен икономически растеж в България и осъществяването законосъобразно и целесъобразно икономиката на страната.

## Структура
- Министър
  - Политически кабинет
    - Зам.-министър
    - Главен секретар
      - Обща администрация
        - Дирекция „Финанси и управление на собствеността“
        - Дирекция „Правна“
        - Дирекция „Връзки с обществеността и протокол“
        - Дирекция „Човешки ресурси и организационно развитие“
        - Дирекция „Административно обслужване“
        - Дирекция „Информационно и комуникационно осигуряване и управление при кризисни ситуации“

      - Специализирана администрация
        - Дирекция „Икономическа политика“
        - Дирекция „Индустриални отношения и управление на държавното участие“
        - Дирекция „Международно контролирана търговия и сигурност“
        - Дирекция „Техническа хармонизация“
        - Дирекция „Политика за потребителите“
        - Дирекция „Външноикономическа  политика“
        - Дирекция „Външноикономическо сътрудничество“
        - Дирекция „Регистриране, лицензиране и контрол“
        - Дирекция „Регулиране на икономически дейности“

  - Инспекторат
  - Дирекция „Вътрешен одит“
  - Звено по сигурността на информацията
  - Финансов контрольор